# Jonathan Peel
Jonathan Peel (12. října 1799, Chamber Hall, Anglie – 13. února 1879, Marble Hill House, Londýn, Anglie) byl britský politik a generál, mladší bratr premiéra Roberta Peela. Původně sloužil v armádě a zúčastnil se závěru napoleonských válek. Poté byl přes čtyřicet let poslancem Dolní sněmovny a mimo aktivní vojenskou službu dosáhl generálských hodností. V konzervativních vládách byl dvakrát britským ministrem války (1858–1859, 1866–1867).

## Životopis

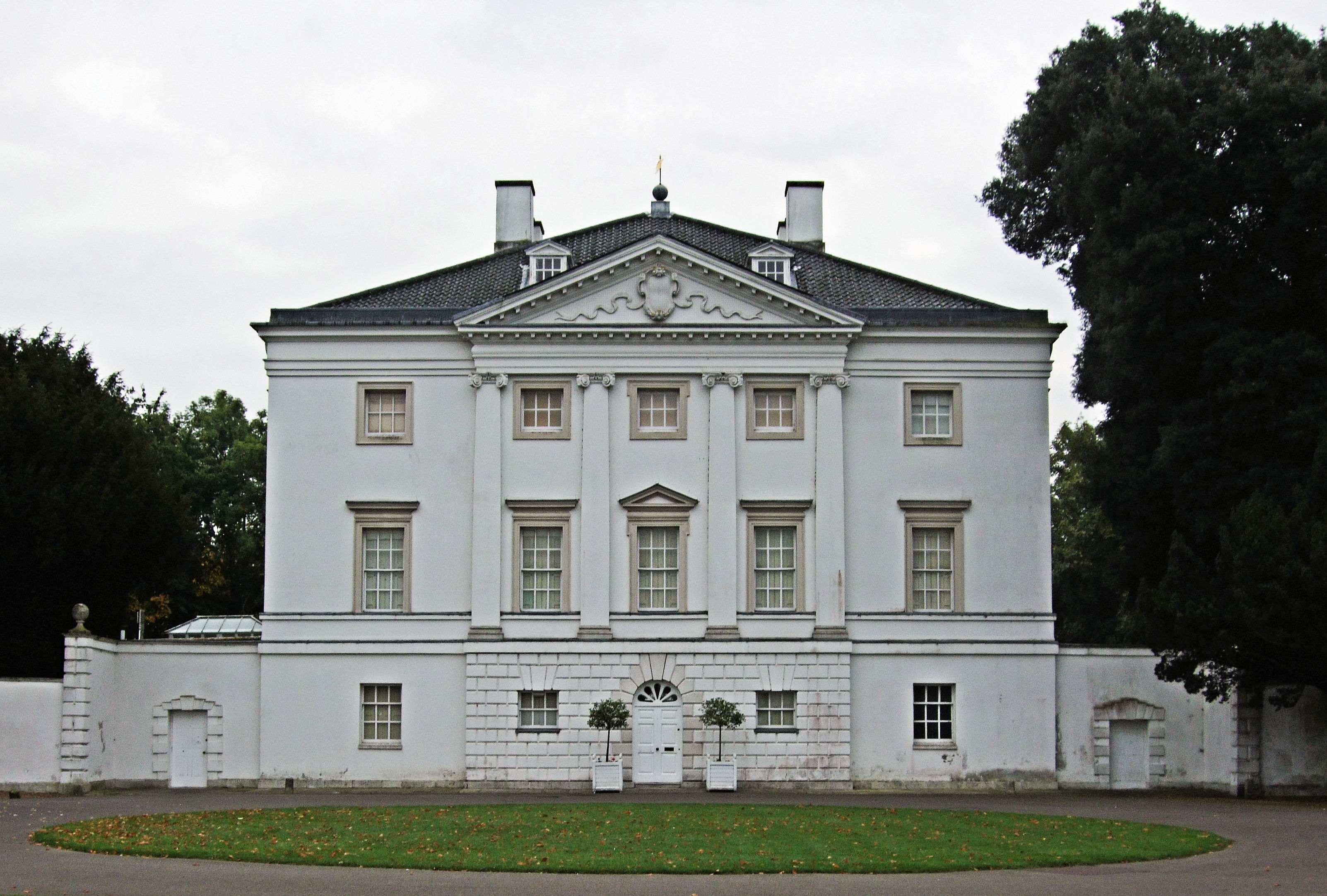
Zámek Marble Hill House (Londýn), sídlo Jonathana Peela od roku 1824

Pocházel z početné rodiny úspěšného textilního průmyslníka Sira Roberta Peela (1750–1830), který počátkem 19. století patřil k nejbohatším Britům. Narodil se na rodovém sídle Chamber Hall v Lancashire jako pátý syn. Čtyři jeho bratři zasedali v Dolní sněmovně a nejstarší z nich Robert Peel (1788–1850) se stal britským premiérem. Jonathan vstoupil v roce 1815 do armády a ještě téhož roku se jako podporučík zúčastnil bitvy u Waterloo. Aktivní vojenskou službu opustil v roce 1827 v hodnosti podplukovníka, mezitím s podporou staršího bratra vstoupil do politiky a byl zvolen do Dolní sněmovny. Za stranu toryů byl v letech 1826–1830 poslancem za město Norwich, po neúspěchu ve volbách v roce 1830 byl od následujícího roku poslancem za Huntingdon (1831–1868). V politice spolupracoval se starším bratrem Robertem a parlamentních jednání se aktivně zúčastnil, kromě toho se věnoval podnikání a angažoval se také v aktivitách Východoindické společnosti.
V bratrově vládě zastával úřad inspektora v úřadu generálního polního zbrojmistra (1841–1846), při této příležitosti byl také povýšen na plukovníka (1841), i když v armádě již nesloužil. Později dosáhl hodnosti generálmajora (1854) a generálporučíka (1859). Ve druhé Derbyho vládě byl ministrem války (1858–1859) a od roku 1858 též členem Tajné rady. Funkci ministra války zastával i v Derbyho třetí vládě v letech 1866–1867. Hrabě Derby na jaře 1867 předložil návrh parlamentní reformy, s níž někteří členové jeho kabinetu nesouhlasili a odstoupili ze svých funkcí. Byl mezi nimi i Jonathan Peel, jehož na ministerstvu války nahradil dosavadní první lord admirality John Somerset Pakington.

## Rodinné a majetkové poměry

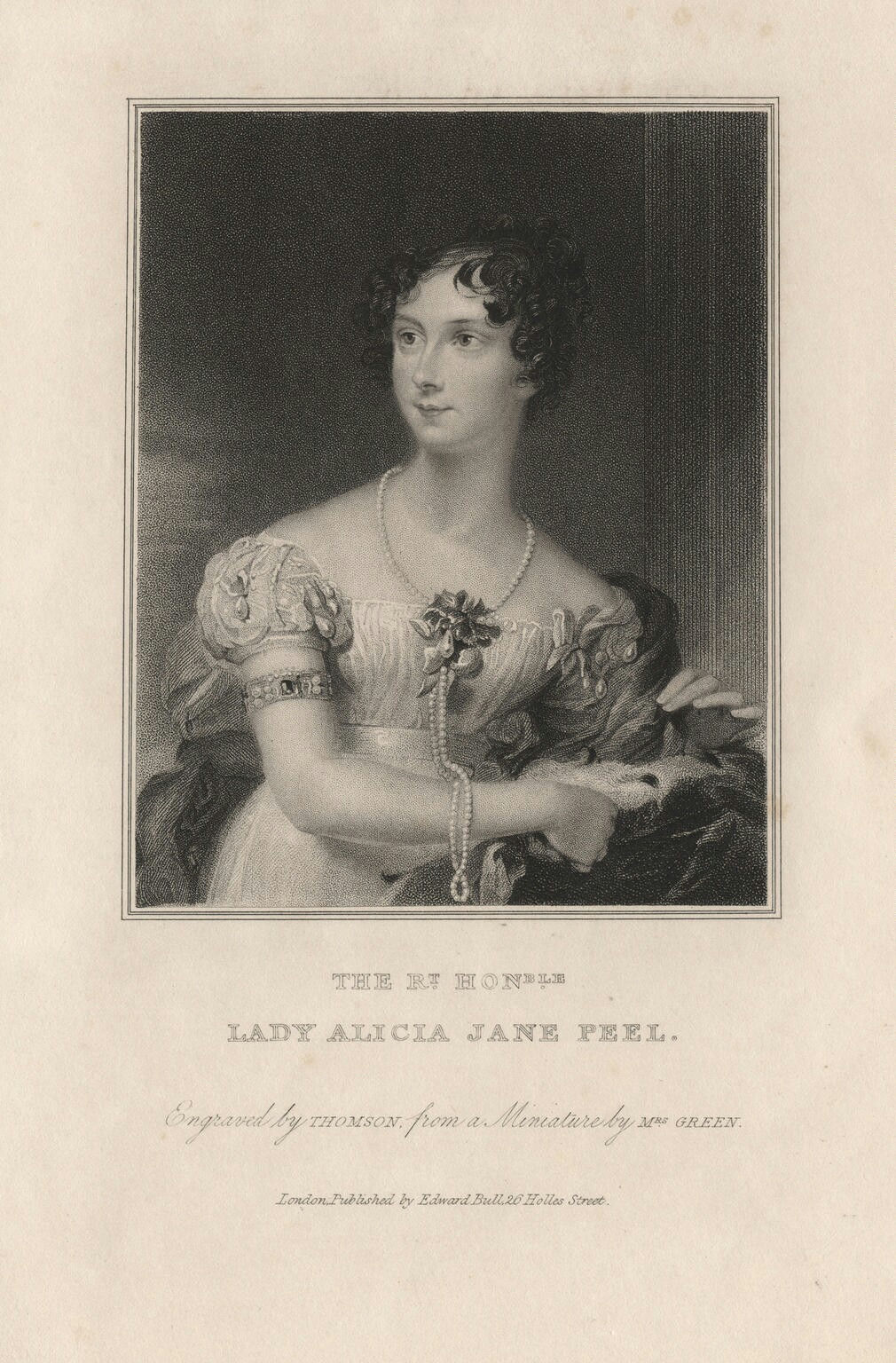
Alice Peel, rozená Kennedy (1833, Národní portrétní galerie)

V roce 1824 se oženil s Alicí Kennedyovou (1805–1887), dcerou 1. markýze z Ailsy. Při příležitosti sňatku dostal od otce 60 000 liber (dalších 75 000 liber zdědil po otcově smrti). Svým sňatkem se dostal do blízkosti královské rodiny, protože Alicin starší bratr lord John Kennedy měl za manželku Augustu Fitzclarence, nemanželskou dceru Viléma IV. Jonathan měl osm dětí, z nich John Peel (1829–1892) sloužil v armádě v Indii a dosáhl hodnosti generálporučíka. Dcera Alice (1832–1903) se provdala za diplomata Sira Roberta Moriera.
Zemřel na svém sídle Marble Hill House (dnes součást Londýna) v únoru 1879 v nedožitých osmdesáti letech. Zámek Marble Hill House koupil v roce 1824 za peníze získané otce při příležitosti sňatku a nechal zde přistavět stáje. Věnoval se chovu dostihových koní a jeho kůň Orlando v roce 1844 vyhrál dostih Epsom Derby. Po smrti jeho manželky v roce 1887 byl zámek Marble Hill House prodán v dražbě.